# 香美市立柳瀨嵩紀念館
33°38′51.7″N 133°47′1.5″E / 33.647694°N 133.783750°E

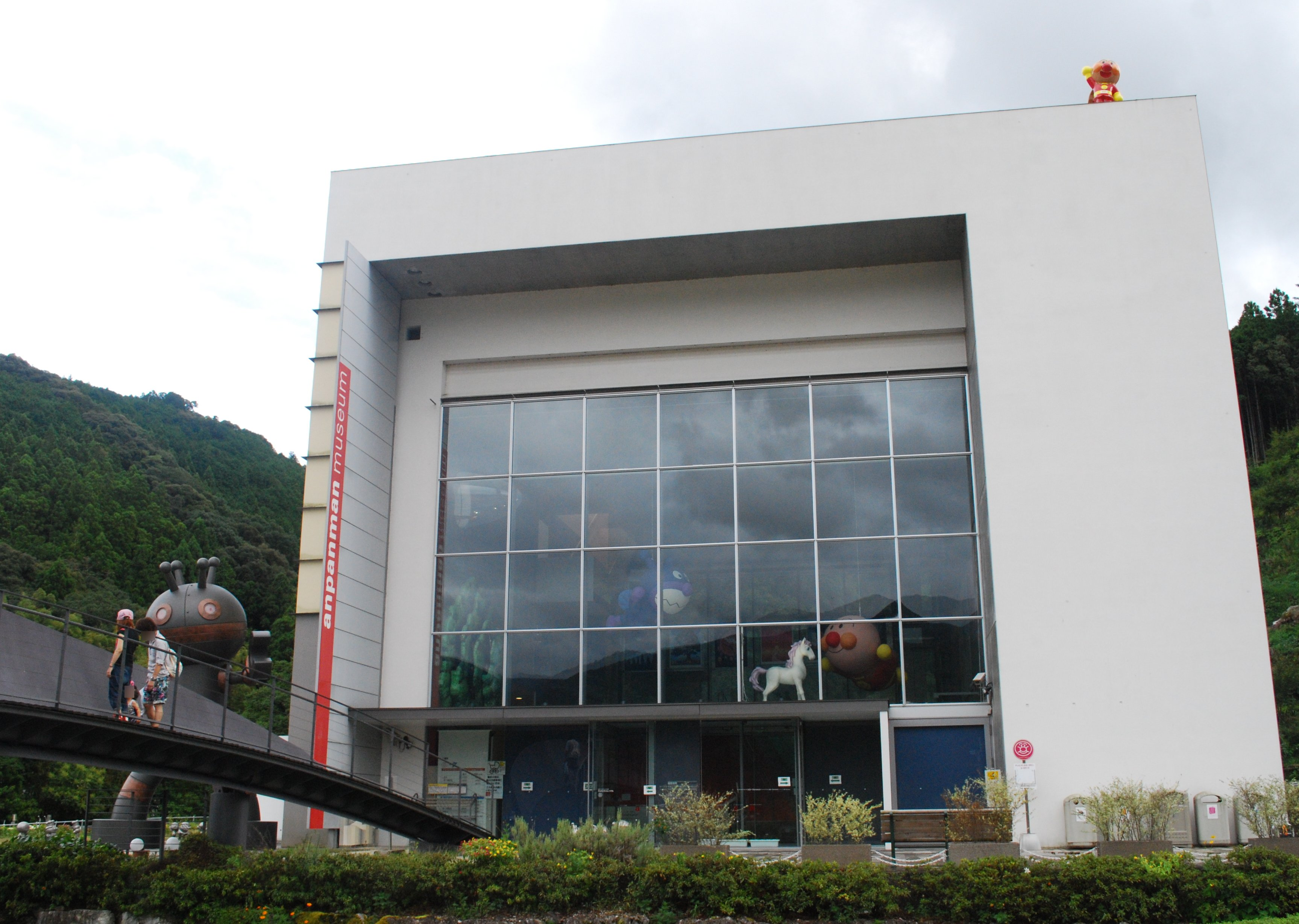
香美市立柳瀨嵩紀念館麵包超人博物館

香美市立柳瀨嵩紀念館，是位於日本高知縣香美市香北町美良布地區的一個以漫畫家柳瀨嵩為主題的美術館；因為麵包超人為柳瀨嵩最知名的作品，美術館也被稱為高知麵包超人博物館。

## 歷史
紀念館於1996年7月開始營業，包括「麵包超人博物館」（アンパンマンミュージアム）、「詩與童話繪本館」（詩とメルヘン絵本館）、「柳瀨嵩紀念館別館」（やなせたかし記念館別館）及「柳瀨嵩紀念公園」（やなせたかし記念館公園）四個區域。而前方則與道之駅美良布接隣。
從1992年起，香北町即開始規劃設立以柳瀨嵩為主的美術館，美術館的名稱曾考慮過「麵包超人美術館」，最終決定為「香北町立柳瀨嵩紀念館」，並於1996年7月開始營業，最初僅有「麵包超人博物館」一棟建築。其他的「詩與童話繪本館」、「柳瀨嵩紀念館別館」、「柳瀨嵩紀念公園」則分別於1998年8月、2001年1月、2005年2月開始營運。
2006年4月，因香北町合併為香美市，名稱隨之變更為「香美市立柳瀨嵩紀念館」。

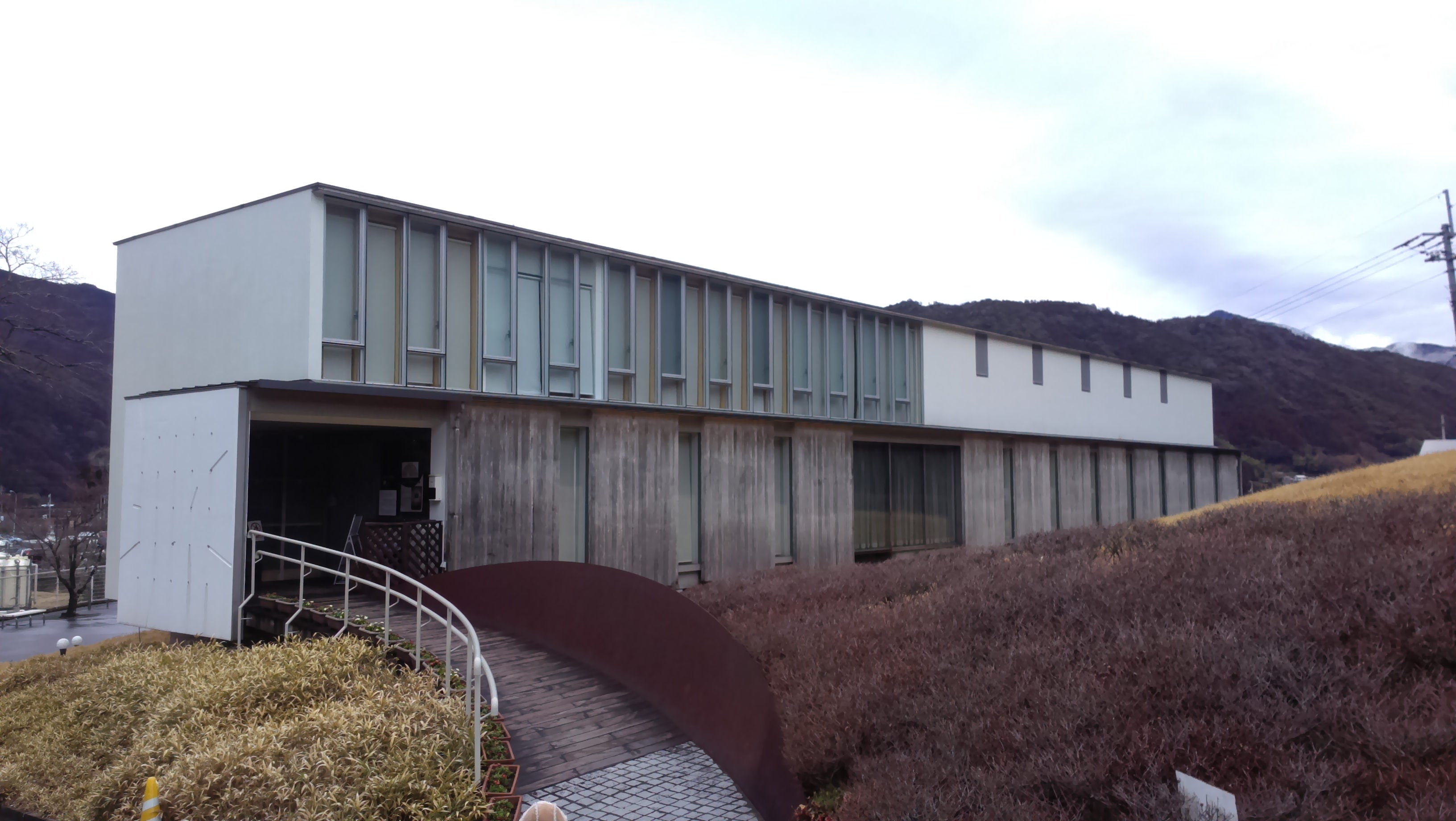
詩與童話繪本館
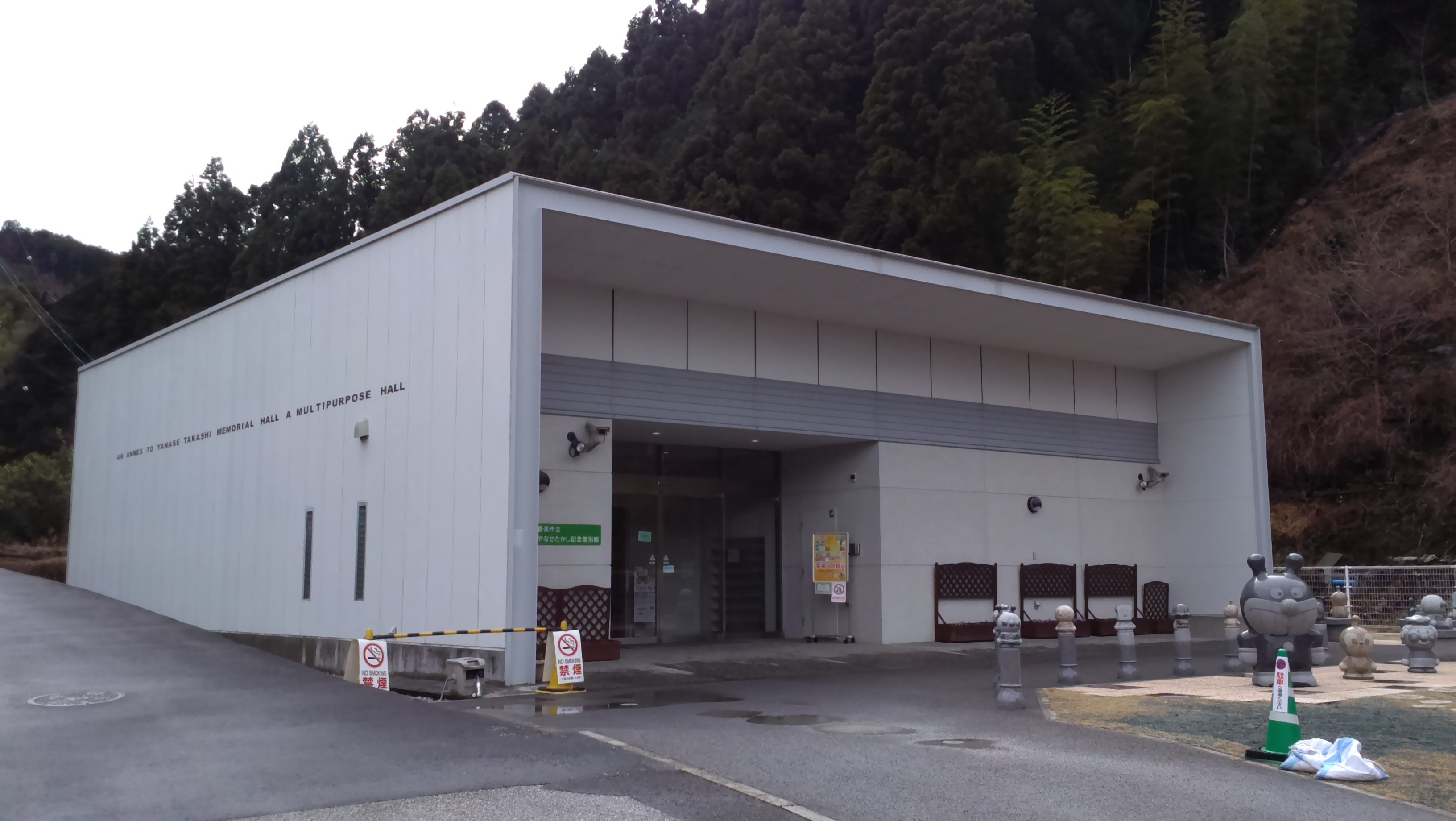
柳瀨嵩紀念館別館

## 外部連結
- 香美市柳瀨嵩紀念館官方網頁 （页面存档备份，存于） （日語）